# 아라우카니아 파타고니아 왕국
아라우카니아 파타고니아 왕국(스페인어: Reino de la Araucanía y la Patagonia)은 1860년부터 1862년까지 남아메리카에 존재했던 왕국이었다.

정부기

## 상세
아라우카니아 파타고니아 왕국은 마푸체 지도자 망인 웨누(Mangin wenu)를 비롯한 여러 마푸체 지도자, 곧 롱코들이 프랑스의 법조인이자 모험가인 오렐리앙투안 드 투낭(Orélie-Antoine de Tounens)를 왕으로 추대하여 19세기에 남미에 세운 단명 왕국이다. 
오렐리가 1860년대에 남미 지역을 찾았을 때, 아라우카니아주지역과 파타고니아(Patagonia)에 살던 토착민 마푸체족은 자신들에게 적대적인 칠레와 아르헨티나 정부의 군사적, 경제적 압력에 시달리고 있었다. 오렐리는 마푸체의 족장인 롱코들을 설득해 자신을 왕으로 추대하게 했고, 이들과 오렐리가 아라우카니아 파타고니아 왕국이란 나라를 세웠다. 
오렐리는 이 나라의 국제적 승인을 위해 애썼으나 칠레 육군이 아라우카니아 지역을 밀고 들어와 오렐리를 사로잡음으로서 이 왕국은 간단히 무너졌다. 오렐리는 칠레, 아르헨티나 양국 정부로부터 제정신이 아닌 정신병자처럼 다뤄졌기 때문에 더 이상의 고문이나 형벌은 받지 않고 칠레의 정신병원에 수감되었다가 프랑스로 돌아와 1878년에 죽었다. 오렐리의 계승자들은 지금까지 아라우카니아 파타고니아 왕국의 계승을 자처하며 현재 현재 왕위 계승자는 2018년에 프레데릭 1세로 즉위한 문장학자 프레데릭 뤼(Frédéric Luz)이다.